# Bodika
Bodika (znanstveno ime Scorpaena) je velik rod morskih rib.